# 长岭街道 (岳阳市)
长岭街道，又称长岭工矿区，中华人民共和国湖南省岳阳市云溪区下属的一个街道，位于云溪区东北部。

## 建制沿革
- 2002年，设长岭街道办事处；
- 2003年，长岭街道正式成立。

## 行政区划
长岭街道下辖6个社区：
- 向阳社区、洞庭社区、四化社区、南山社区、集贸社区、炼厂社区